# جوي ماكلوكين
جوي ماكلوكين (بالإنجليزية: Joey McLoughlin)‏ هو دراج بريطاني، ولد في 3 ديسمبر 1964 في ليفربول في المملكة المتحدة.